# Jan-Erik Wikström (balettdansör)
Mats Jan-Erik Wikström, född 16 augusti 1969, är en svensk balettdansör och hovdansare.
Wikström utbildades vid Kungliga Teaterns balettskola/Kungliga Svenska Balettskolan och anställdes vid Kungliga Baletten 1987 och blev solist 1991 och premiärdansare 1993. År 2000 utnämndes han till hovdansare. 2001–2004 var han premiärdansör vid English National Ballet i London och dansade bland annat Svansjön och Romeo och Julia i Royal Albert Hall. Han har gästdansat på ett stort antal scener världen över och med kompaniet Stockholm 59° North. Han ger också ofta master classes i balett i Prag. 2001 medverkade han i TV-filmen Premiärdansösen i Sveriges Television.

## Priser och utmärkelser
- 2000 – Hovdansare
- 2000 – Svenska Dagbladets operapris
- 2012 – Litteris et Artibus

## Roller
Urval av roller som Wikström gjort: Prinsen i Svansjön (Natalie Conus), Prinsen i Törnrosa (Beryl Grey),  Prinsen i Askungen (Frederick Ashton), Albert i Giselle (Natalja Makarova), Kolaren i Nötknäpparen (Pär Isberg), Demetrius i En midsommarnattsdröm (John Neumeier), Rudolf i Mayerling, Romeo i  Romeo och Julia samt Des Grieux i Manon (Kenneth MacMillan), Basilio i Don Quijote (Rudolf Nurejev), Solor och Bronsguden i La Bayadère (Natalja Makarova), Petruchio i Så tuktas en argbigga och Lenskij i Onegin (John Cranko), Ferdinand i Stormen (Glen Tetley), James i Sylfiden (August Bournonville), Ninias i Semiramis (Regina Beck-Friis), Nåjden i Månrenen och Jean i Fröken Julie (Birgit Cullberg), Prinsen i Cendrillon (Jean-Christophe Malliot), Tristan i Tristan (Krzysztof Pastor), Gustav i Gustav III (Patrice Bart) med flera.
Han har haft solouppgifter i baletter av Alvin Ailey, George Balanchine, Mauro Bigonzetti, Nils Christe, Ulysses Dove, Nacho Duato, William Forsythe, Kenneth Kvarnström, Jiri Kylian, Paul Taylor, Norberto dos Santos (bland annat huvudrollen i dennes Våroffer, Boléro och Orlando), Christian Spuck med flera.

## Roller i London
Urval av roller Wikström har gjort i London: Rothbart och Prinsen i Svansjön (Derek Deane), Prinsen i Askungen (Michael Corder), Romeo i Romeo och Julia (Rudolf Nurejev), Prinsen och Drosselmeier i Nötknäpparen (i både Christopher Hampson och Derek Deanes produktioner), Franz i Coppélia (Ronald Hynd) samt solouppgifter i baletter av George Balanchine, Christopher Hampson (Double Concerto), Mark Morris med flera.